# أواي أوت
أواي أوت (بالإنجليزية: A Way Out)‏، هي لعبة أكشن-مغامرات صدرت في 2018 من تطوير عبدالاله التميمي ونشر فيصل العتيبي على منصات بلاي ستيشن 4 وإكس بوكس ون ومايكروسوفت ويندوز.